# 翁 (能)
翁（おきな）是能剧的演目之一。地位為別格的祝言曲。
最初演出「翁」的正式節目稱為「翁付」，在正月初會、祝賀能等時機上演。由翁・千歲・三番叟3人的歌舞組成，翁役戴白色尉、三番叟役戴黑色尉的能面。原則上在翁之後會由同樣的仕手、地謠、囃子方演出脇能。

## 進行
登場人物
- 仕手 翁
- 面箱持
- 從者 千歳（金春流・金剛流・喜多流由面箱持兼任，並由狂言方擔當）
- 脇 三番叟（狂言方擔當，大藏流為三番三）

面箱最先出場，接著依序為翁、千歲、三番叟、後見、地謠自橋掛登場，翁在舞台右側就坐朗誦祝歌。
作為露拂的千歲首先跳舞，翁在千歲跳舞時，在舞台上戴上白色尉。千歲舞結束後，翁便起立，唱祝言之謠、跳祝福之舞。其後回到原本位置就座，將能面取下後退場。
與千歲之舞、翁之舞兩段組成相同，三番叟也有揉之段與鈴之段兩個部分。前半的揉之段不戴能面，後半的鈴之段戴黑色尉，並拿著鈴跳舞。舞結束後回到原本位置，將面取下後退場。

## 解說
翁原先是由例式的3番個演目，即「父尉」「翁」「三番猿樂」（三番叟）所組成，因而稱為式三番。實際上在室町時代初期就常常省略「父尉」，但並不稱「式二番」，而是繼續稱為式三番。
翁（式三番）可以追溯自鎌倉時代的翁猿樂系譜，原本是由聖職者的呪師所演出，現在則由猿樂師代替演出。源於寺社法會、祭禮等正式演目，今日的能可以說是「翁」演出之後餘興藝能的猿樂，在獲得了人氣後才得以發展的。為此雖然「翁」是由能樂師和狂言師所演出，但翁並不被當作是能或狂言，而是格式更高的演目。
與能最顯著的差別即是戴能面的場所。一般的能，會在面向舞台左側的「鏡之間」戴上、取下能面，只有「翁」會在舞台上穿脫能面。此外也會在「鏡之間」設置神棚，透過切火清潔、進行別火等，有許多與普通的能劇不同的作法。

### 番組立
「能」原本就是接續在翁（式三番）之後演出的餘興藝能，在翁之後接續演出脇能（初番目物）以下的演目時，會被稱為「翁付」，是最為正式的節目，目前大多只會在正月初會、舞台落成等特別儀式時演出。此外，雖然翁之後必須演出脇能，但是隨著昭和25年（1950年）水道橋能樂堂舞台落成時的演出，不演出脇能而單獨演出翁的便宜方法也獲得認可了。

## 注
1. ↑  『能楽観賞百一番』、26頁
2. ↑  『能・狂言事典』、10頁
3. ↑  『日本史大事典 1』、1154頁
4. ↑  『邦楽百科辞典』、150頁
5. ↑  『演劇百科大事典 1』、424頁

## 外部連結
- 演目と役柄 （页面存档备份，存于） 独立行政法人日本芸術文化振興会 - 能楽への誘い